# Abu Alfadle Baiaqui
Abu Alfadle Maomé ibne Huceine Baiaqui (em persa: ابوالفضل محمد بن حسین بیهقی; romaniz.: Abu'l-Faḍl Muḥammad ibn Ḥusayn Bayhaqī; m. 21 de setembro de 1077), melhor conhecido só como Abu Alfadle Baiaqui, foi um secretário, historiador e autor persa. Educado no centro cultural de Nixapur e empregado na corte do sultão gasnévida Mamude (r. 999–1030), era um homem muito culto, cuja magnum opus - a História de Baiaqui (Tarikh-i Bayhaqi), é vista como a fonte mais confiável de informações válidas sobre o Era Gasnévida, que foi escrita numa prosa persa requintada e viva que se tornaria um modelo ideal para várias eras. Baiaqui é elogiado pelos estudiosos modernos por sua franqueza, precisão e estilo elegante em seu livro, que gastou 22 anos para escrever, terminando-o em trinta volumes, dos quais apenas cinco volumes e metade do sexto existem hoje. Julie Scott Meisami coloca Baiaqui entre os historiadores da Idade de Ouro Islâmica.

## Vida

### Primeiros anos

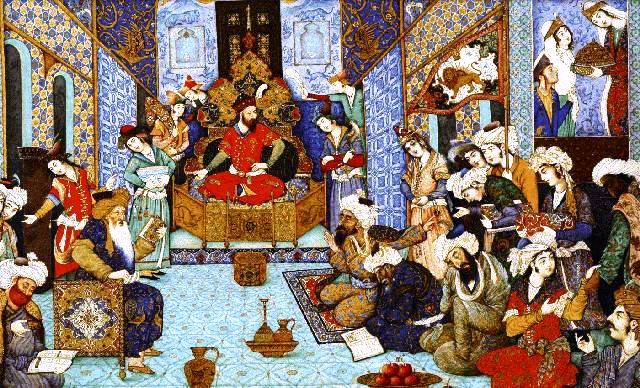
Iluminura do século XIV de Mamude r. e sua corte

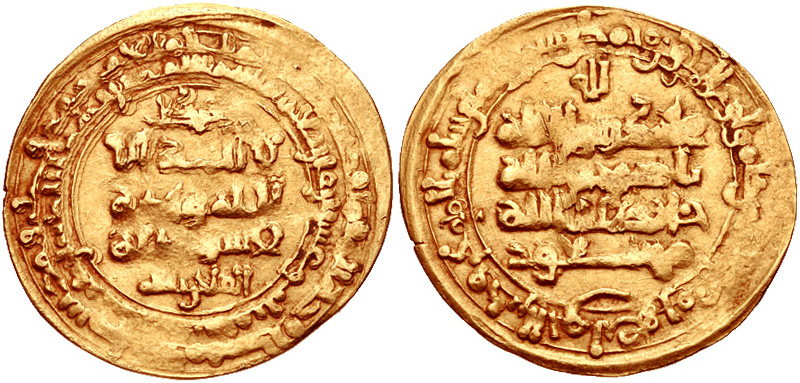
Dinar de r.

Baiaqui nasceu na aldeia de Haretabade em Baiaque, na província do Coração, então sob o governo do declinante Império Samânida; em 998, o emir gasnévida Mamude (r. 998–1030) declarou independência dos samânidas e, então, dividiu o Império Samânida com o Canato Caracânida, encerrando a dinastia samânida. Em sua juventude, Baiaqui estudou no principal centro cultural de Nixapur e, mais tarde, em 1020/1, ingressou no secretariado (divã e reçalate) de Mamude, onde trabalhou como assistente e aluno do secretário-chefe Abu Nácer Muscã por 19 anos. Após a morte de Muscã em 1039/40, Maçude I (r. 1030–1040) nomeou Baiaqui como ministro de Abu Sal Zauzani, que sucedera Muscã como secretário-chefe do império. Muscã insistiu substancialmente com o sultão para que Baiaqui fosse seu sucessor, e o vizir persa Amade de Xiraz também elogiou-o por seus serviços ao sultão. Baiaqui (que tinha então 46 anos) foi supostamente informado por Maçude que era muito jovem para ser nomeado o novo secretário-chefe.

### Carreira tardia
Zauzani não era tão hábil na gestão do secretariado como seu antecessor, e seus métodos eram completamente diferentes. Além disso, Baiaqui foi muitas vezes vítima de seu mau humor, o que fez com que este último enviasse uma carta secreta de renúncia de sua responsabilidade ao sultão, que, no entanto, encorajou-o a continuar servindo em seu posto, enquanto ordenava a seu vizir que informasse a Zauzani que devia se comportar adequadamente em relação a Baiaqui na secretaria. Isso ele fez, no entanto; Maçude morreu pouco depois, sendo abandonado por seu exército, após uma derrota desastrosa contra os turcos seljúcidas, que tomaram o Coração. A morte de Maçude fez com que Zauzani retomasse seu tratamento ruim. Baiaqui experimentou vários problemas após a morte de Maçude, provavelmente em parte devido às suas próprias falhas, que ele mesmo muitas vezes reconhece.

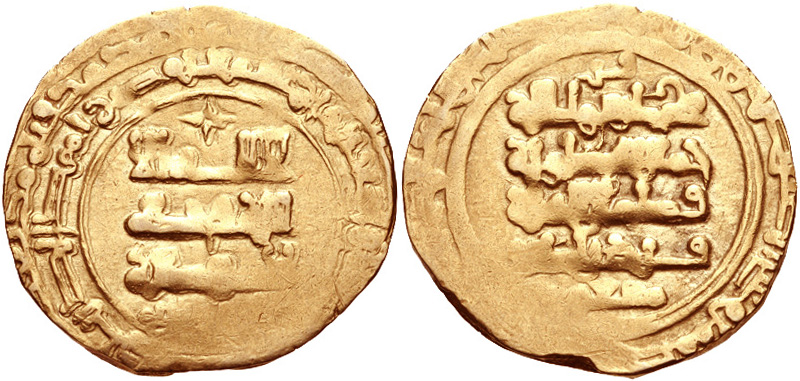
Dinar de Farruquezade r.

Durante o reinado de Abde Arraxide (r. 1049–1052), Baiaqui foi finalmente escolhido como secretário-chefe. Foi, no entanto, após um curto período removido do cargo. De acordo com ibne Funduque, foi preso pelo juiz (cazi) de Gásni sob a acusação de não ter cumprido a taxa obrigatória não paga a uma esposa, mas de acordo com Aufi, a razão por trás de sua prisão foi devido às manobras de seus inimigos. Um escravo chamado Tumã (ou Nuiã) foi posteriormente ordenado pelo sultão a confiscar os bens de Baiaqui. Em 1052, o rebelde soldado-escravo (gulam) Tugril capturou Gásni, mandou matar Abde Arraxide e encarcerar o sultão numa fortaleza, para onde Baiaqui também foi transferido. No entanto, o reinado de Tugril durou apenas 15 dias; foi derrotado e morto pelos lealistas gasnévidas, que colocaram Farruquezade (r. 1053–1059) no trono. Baiaqui foi então libertado da prisão.

### História de Baiaquie morte
De acordo com ibne Funduque, Baiaqui serviu como secretário de Farruquezade e no final do reinado deste se retirou da vida burocrática e se estabeleceu em Gásni, onde começou a escrever a História de Baiaqui (Tarikh-i Bayhaqi). No entanto, a julgar pelos poucos comentários de Baiaqui em seu livro sobre o reinado de Farruquezade, parece que não esteve ativo na corte. Na verdade, evidentemente relata que durante aqueles anos se ocupou em escrever sua história. De acordo com o Aḵbār al-dawla al-saljūqīya (Crônicas do Estado Seljúcida), Baiaqui formulou o tratado de paz entre seljúcidas e gasnévidas em 1058. Portanto, pode ter sido chamado de volta ao trabalho depois de sua desonra e prisão durante o governo de Abde Arraxide. De qualquer forma, as informações do Tarikh-i Bayhaqi evidentemente mostram que em sua velhice, até sua morte em 1077, havia se comprometido totalmente com a escrita do livro.